# Makan Afshinnejad
Makan Afshinnejad, född 6 oktober 1980, är en svensk folkpartistisk politiker och kommunikatör. Afshinnejad var under perioden 2004–2006 generalsekreterare för Liberala studenter. Under perioden 2006-2008 var Afshinnejad brevsvarare i Utbildningsdepartementet under högskole- och forskningsminister Lars Leijonborg. Under perioden 2008-2010 var Afshinnejad pressekreterare på Folkpartiets riksdagskansli i riksdagen och från 2010 politiskt sakkunnig i Utbildningsdepartementet under jämställdhetsminister och biträdande utbildningsminister Nyamko Sabuni. Från augusti 2012 till april 2013 var han pressansvarig vid Folkpartiets riksdagskansli och började därefter vid kommunikationsbyrån Narva.
Afshinnejad har varit kommunalpolitiskt aktiv i Järfälla kommun.
Han har senare arbetat som presschef hos Attendo.
Afshinnejad har rötter i Iran och är äldre bror till Daniel Paris[källa behövs].